# Snuper
Snuper (кор. 스누퍼; що означає «Більше, ніж супер») — південнокорейський бой-бенд, створений Widmay Entertainment у 2015 році. Це перший поп-гурт від лейбла. Вони дебютували 16 листопада 2015 року з мініальбомом Shall We і заголовною композицією «Shall We Dance». До складу гурту входить шість учасників: Сухьон, Саніль, Теун, Усон, Санхо і Себін.
3 2020 року гурт перебував на безстроковій перерві, бо четверо учасників проходили військову службу, а Себін доєднався до гурту Omega X.
3 травня 2023 гурт Snuper офіційно розпався після закінчення контрактів учасників.

## Учасники
| Сценічне ім'я | Сценічне ім'я | Сценічне ім'я | Справжнє ім'я         | Справжнє ім'я                 | Справжнє ім'я            | Дата народження            | Позиція у гурті              | Місце народження                       |
| Українською   | Латиницею     | Хангилем      | Українською           | Латиницею                     | Хангилем / кандзі        | Дата народження            | Позиція у гурті              | Місце народження                       |
| ------------- | ------------- | ------------- | --------------------- | ----------------------------- | ------------------------ | -------------------------- | ---------------------------- | -------------------------------------- |
| Теун          | Taewoong      | 태웅          | Ю Теун / Юкімото Ясуо | Yoo Taewoong / Yukimoto Yasuo | 유태웅 / ゆきもと やすお | 24 травня 1994 (30 років)  | Лідер, репер, вокаліст       | Японія                                 |
| Сухьон        | Suhyun        | 수현          | Чхве Хьонгин          | Choi Hyunggeun                | 최형근                   | 1 жовтня 1992 (32 роки)    | Головний вокаліст            | Пучхон, Кьонгідо, Південна Корея       |
| Саніль        | Sangil        | 상일          | Сім Саніль            | Shin Sangil                   | 심상일                   | 1 травня 1993 (31 рік)     | Головний вокаліст            | Сеул, Південна Корея                   |
| Усон          | Woosung       | 우성          | Чхве Сонхьок          | Choi Sunghyuk                 | 최성혁                   | 24 вересня 1994 (30 років) | Вокаліст                     | Сеул, Південна Корея                   |
| Санхо         | Sangho        | 상호          | Чо Санхо              | Jo Sangho                     | 조상호                   | 10 лютого 1995 (30 років)  | Головний танцюрист, вокаліст | Чханвон, Кьонсан-Намдо, Південна Корея |
| Себін         | Sebin         | 세빈          | Чан Себін             | Jang Sebin                    | 장세빈                   | 24 квітня 1996 (28 років)  | Репер, вокаліст, макне       | Пхочхон, Кьонгі, Південна Корея        |

## Дискографія

### Мініальбоми
| Shall We                                                     | - Реліз: 16 листопада 2015 - Лейбл: Widmay Entertainment, CJ E&M - Формати: CD, цифрове завантаження Трек-лист 1. «Shall We» (쉘 위) intro 2. «Shall We Dance» (쉘 위 댄스) 3. «Polaroid» (폴라로이드) 4. «Hyde Jekyll» (하이드 지킬) 80's Remix 5. «Shall We Dance» (쉘 위 댄스) inst. | 28 | —  | - Південна Корея: 823+                     |
| Platonic Love                                                | - Реліз: 8 березня 2016 - Лейбл: Widmay Entertainment, LOEN Entertainment - Формати: CD, цифрове завантаження Трек-лист 1. «You Are» (너는) intro 2. «4th Dimensional Angels» (4차원의 천사) 3. «Platonic Love» (지켜줄게) 4. «Yes Or No» 5. «U» 6. «Platonic Love» (지켜줄게) inst. | 13 | —  | - Південна Корея: 2,758+                   |
| Rain of Mind                                                 | - Реліз: 15 листопада 2016 - Лейбл: Widmay Entertainment, LOEN Entertainment - Формат: CD, цифрове завантаження Трек-лист 1. «Rain of Mind intro» 2. «It's Raining» 3. «So Much In Love» (쓰다) 4. «Lucky» (럭키) 5. «Please Don't» (나를 보내지마) 6. «It's Raining» inst. | 8  | —  | - Південна Корея: 12,944+                  |
| I Wanna?                                                     | - Реліз: 24 квітня 2017 - Лейбл: Widmay Entertainment, Interpark - Формат: CD, цифрове завантаження Трек-лист 1. «Hide And Seek» 2. «Back:Hug» (백허그) 3. «My girl's fox» (내 여자의 여우짓) 4. «I’ll Do It» (해줄게) 5. «Back:Hug» (백허그) inst. | 4  | —  | - Південна Корея: 23,616+ - Японія: 5,876+ |
| I Wanna?                                                     | - Ре-реліз: 20 липня 2017 (The Star of Stars) - Лейбл: Widmay Entertainment, Interpark - Формат: CD, цифрове завантаження Трекл-лист 1. «Intro: The Star Of Stars» 2. «The Star of Stars» (유성) 3. «Hide And Seek» 4. «Back:Hug» (백허그) 5. «My girl's fox» (내 여자의 여우짓) 6. «I’ll Do It» (해줄게) 7. «The Star of Stars» (유성) inst. 8. «(Bonus Track) Platonic Love» (지켜줄게) (Remix) | 4  | —  | - Південна Корея: 20,731+                  |
| Blossom                                                      | - Реліз: 24 квітня 2018 - Лейбл: Widmay Entertainment, Interpark - Формат: CD, цифрове завантаження Трек-лист 1. «Blossom (Intro)» 2. «Tulips» (튤립) 3. «You In My Eyes» (내 눈에는 니가) 4. «VV (Very Very)» 5. «Wonderland» 6. «Tulips» (튤립) inst. | 4  | 30 | - Південна Корея: 17,596+ - Японія: 2,935+ |
| You in My Eyes (SNUPER Special Edition)                      | - Реліз: 8 жовтня 2018 - Лейбл: Widmay Entertainment, Interpark - Формат: CD, цифрове заватаження Трек-лист 1. «You In My Eyes (Special Edition)» (내 눈에는 니가) 2. «Starry Winter Night» (별이 빛나는 겨울밤) 3. «Nanairo Days» (Korean Ver.) 4. «Tulips» (튤립) (Piano Ver.) 5. «You In My Eyes (Special Edition)» (내 눈에는 니가) inst.                                                     | 4  | —  | - Південна Корея: 17,063+                  |
| Weekend Secret                                               | - Реліз: 30 січня 2019 - Лейбл: Kiss Entertainment - Формат: CD, цифрове завантаження Трек-лист 1. «Weekend Secret» 2. «Where» 3. «Bling Sky» 4. «Sakurasakukonokisetsu» 5. «Weekend Secret» (Inst.) | —  | —  | —                                          |
| Come Over                                                    | - Реліз: 14 серпня 2019 - Лейбл: Kiss Entertainment - Формат: CD, цифрове завантаженя Трек-лист 1. «Come Over» 2. «Natsunoyume» 3. «Girls Girls Girls» 4. «Kissing You» 5. «Come Over» (Inst.) | —  | —  | —                                          |
| «—» релізи, які не потрапили у чарти у відповідному регіоні. | |    |    |                                            |

### Сингли
| «Shall We Dance» (쉘 위 댄스)                                                    | 2015 | —   | Н/Д |                               | Shall We                                |
| «Polaroid» (폴라로이드)                                                          | 2015 | —   | Н/Д |                               | Shall We                                |
| «Platonic Love» (지켜줄게)                                                       | 2016 | —   | Н/Д |                               | Platonic Love                           |
| «You=Heaven» (너=천국)                                                           | 2016 | —   | Н/Д | - Південна Корея: 4,967+ (CD) | Compass                                 |
| «It's Raining»                                                                   | 2016 | —   | Н/Д |                               | Rain of Mind                            |
| «Back: Hug» (백허그)                                                             | 2017 | —   | Н/Д |                               | I Wanna?                                |
| «The Star of Stars» (유성)                                                       | 2017 | —   | Н/Д |                               | The Star of Stars                       |
| «Dear»                                                                           | 2017 | —   | Н/Д | - Південна Корея: 1,790+ (CD) | Dear                                    |
| «Tulips»                                                                         | 2018 | —   | Н/Д |                               | Blossom                                 |
| «You in My Eyes (Special Edition) (내 눈에는 니가)»                              | 2018 | —   | Н/Д |                               | You In My Eyes (SNUPER Special Edition) |
| Японські                                                                         |      |     |     |                               |                                         |
| «You=Heaven»                                                                     | 2016 | Н/Д | 12  | - Японія: 17,013 (CD)         | Swing                                   |
| «Oh Yeah»                                                                        | 2017 | Н/Д | 3   | - Японія: 32,562 (CD)         | Swing                                   |
| «Stand by Me»                                                                    | 2017 | Н/Д | 3   | - Японія: 33,554 (CD)         | Swing                                   |
| «Summer Magic» (夏のMagic)                                                       | 2018 | Н/Д | 8   | - Японія: 20,538 (CD)         | Swing                                   |
| «Weekend Secret»                                                                 | 2019 | Н/Д | 8   | - Японія: 19,026 (CD)         | Swing                                   |
| «Come Over»                                                                      | 2019 | Н/Д | 3   | - Японія: 15,582 (CD)         | Swing                                   |
| «—» релізи, що не потрапили у чарти або не були випущені у відповідних регіонах. |      |     |     |                               |                                         |

### Саундтреки
| Рік  | Назва пісні   | Дорама                       |
| ---- | ------------- | ---------------------------- |
| 2015 | «Hyde Jekyll» | Hyde Jekyll, Me OST Part 7   |
| 2016 | «Oh My Venus» | Oh My Venus OST Part 8       |
| 2018 | «The Maze»    | When Time Stopped OST Part 4 |

### Збірки
| Назва | Деталі альбому | Пікові позиції у чартах | Продажі         |
| Назва | Деталі альбому | JPN                     | Продажі         |
| ----- | --- | ----------------------- | --------------- |
| Swing | - Реліз: 11 грудня 2019 - Лейбл: KISS Entertainment - Формати: CD, цифрове завантаження Трек-лист 1. «BIG AIR» 2. «You═Heaven» (Japanese Ver.) 3. «Oh Yeah!!» 4. «Stand by me» 5. «UNIVERSE» 6. «Weekend Secret» 7. «Come Over» 8. «Smile again» 9. «Natsuno Magic» (夏の Magic) 10. «Nanairodays» (七色デイズ) 11. «Remember You» 12. «CRYSTAL AVENUE» 13. «Itsudemo» (七色デイズ) | 11                      | - Японія: 8,307 |

## Фільмографія
- Snuper Project (2016)

## Нагороди та номінації
| Рік  | Нагорода           | Категорія           | Результат |
| ---- | ------------------ | ------------------- | --------- |
| 2016 | Asia Model Awards  | Model Special Award | Перемога  |
| 2017 | Asia Artist Awards | New Wave Award      | Перемога  |
| 2018 | Asia Artist Awards | Choice Award        | Перемога  |
| 2019 | Asia Artist Awards | Potential Award     | Перемога  |